# Janov (Slowakei)
Janov (ungarisch Janó) ist eine Gemeinde im Osten der Slowakei mit 309 Einwohnern (Stand 31. Dezember 2024) im Okres Prešov, einem Teil des Prešovský kraj, und wird zur traditionellen Landschaft Šariš gezählt.

## Geographie

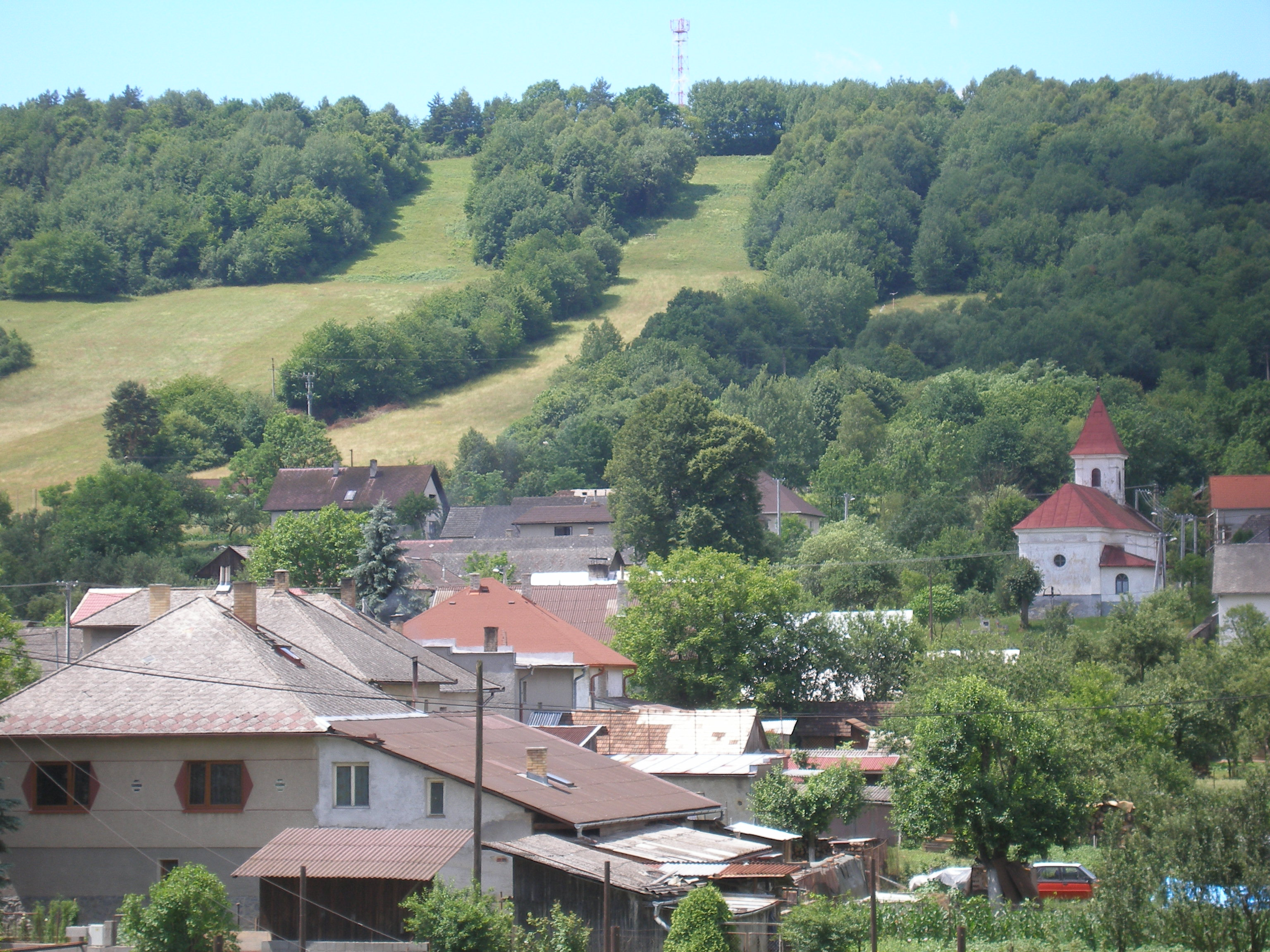
Janov

Die Gemeinde befindet sich im südöstlichen Teil des Berglands Šarišská vrchovina, beiderseits der Svinka im Einzugsgebiet des Hornád. Das Ortszentrum liegt auf einer Höhe von 302 m n.m. und ist 13 Kilometer von Prešov entfernt (Straßenentfernung).
Nachbargemeinden sind Sedlice und Bajerov im Westen, Rokycany in Nordwesten, Bzenov im Nordwesten und Norden, Radatice im Osten und Süden und Suchá Dolina im Südwesten.

## Geschichte

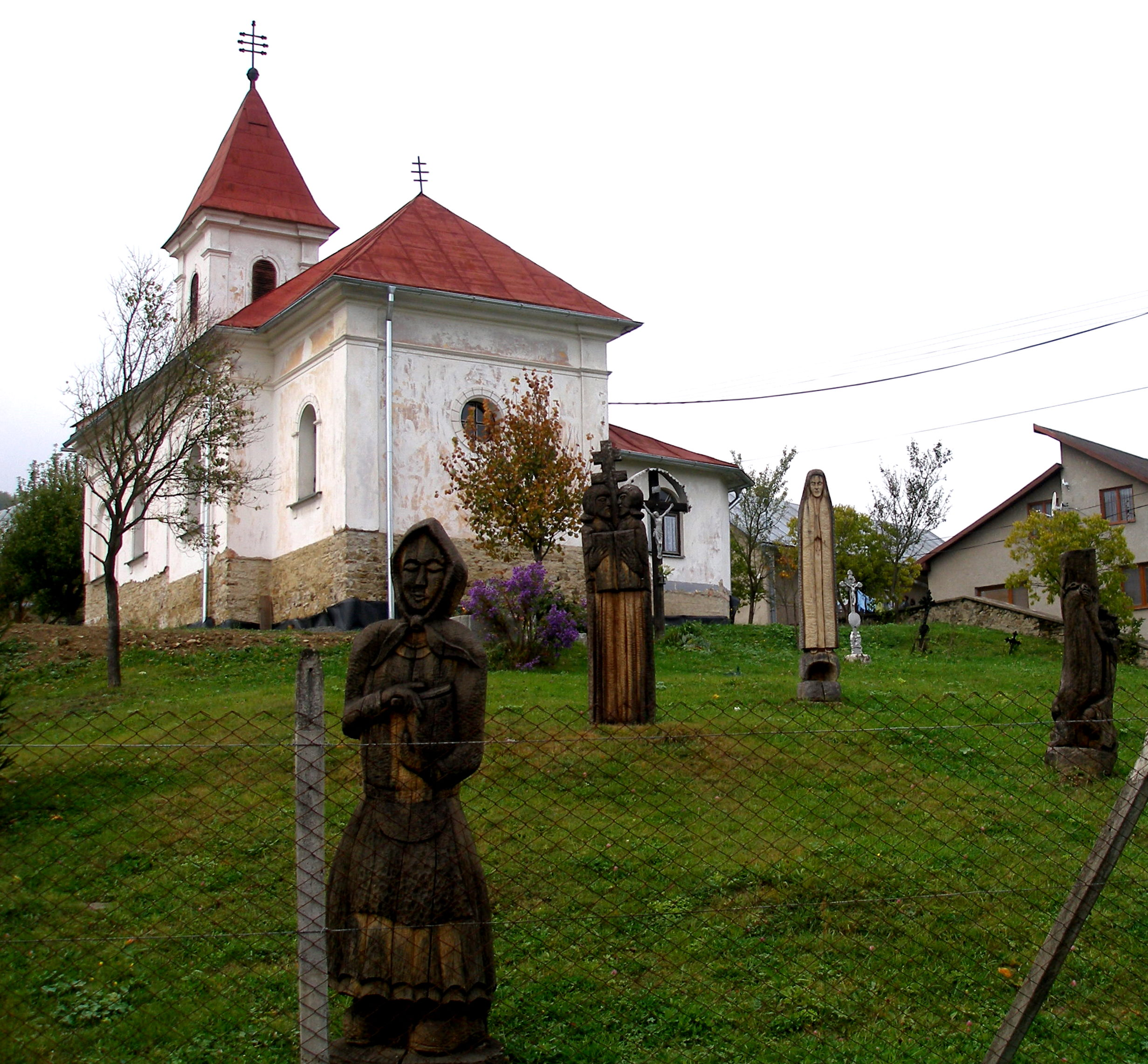
Kirche in Janov

Janov wurde zum ersten Mal 1341 als Janula schriftlich erwähnt und war damals schon ein entwickelter Ort mit eigener Pfarrei, Mühle und einem Landsitz des Gutsherren. 1380 erwarb die Familie Aba aus Drienov die Ortsgüter, 1393 kamen sie zur Propstei in Myšľa. 1427 wurden 20 Porta verzeichnet, 1789 hatte die Ortschaft 31 Häuser und 125 Einwohner, 1828 zählte man 32 Häuser und 232 Einwohner, die als Landwirte sowie als Getreide-, Pferde- und Viehhändler beschäftigt waren.
Bis 1918/1919 gehörte der im Komitat Sáros liegende Ort zum Königreich Ungarn und danach zur Tschechoslowakei beziehungsweise heute Slowakei. Nach dem Zweiten Weltkrieg wurde die örtliche Einheitliche landwirtschaftliche Genossenschaft (Abk. JRD) im Jahr 1957 gegründet, ein Teil der Einwohner pendelte zur Arbeit in Industriebetriebe in Prešov und Košice.

## Bevölkerung
| Jahr                | 1994 | 2004     | 2014     | 2024    |
| ------------------- | ---- | -------- | -------- | ------- |
| Anzahl der Personen | 248  | 277      | 325      | 309     |
| Unterschied         |      | +11,69 % | +17,32 % | −4,92 % |

| Jahr                | 2023 | 2024    |
| ------------------- | ---- | ------- |
| Anzahl der Personen | 314  | 309     |
| Unterschied         |      | −1,59 % |

Nach der Volkszählung 2011 wohnten in Janov 193 Einwohner, davon 177 Slowaken und ein Tscheche. 15 Einwohner machten keine Angabe zur Ethnie.
100 Einwohner bekannten sich zur römisch-katholischen Kirche, 58 Einwohner zur griechisch-katholischen Kirche, 16 Einwohner zur Evangelischen Kirche A. B. Drei Einwohner waren konfessionslos und bei 16 Einwohnern wurde die Konfession nicht ermittelt.

## Bauwerke und Denkmäler
- griechisch-katholische Erzengel-Michael-Kirche im neoklassizistischen Stil aus dem Jahr 1864[6]

## Verkehr
Durch Janov führt die Straße 3. Ordnung 3460 von Bzenov (Anschluss an die Straße 2. Ordnung 546) nach Obišovce und Lemešany (Anschluss an die Straße 1. Ordnung 20). Der nächste Bahnanschluss ist in Prešov.